# Пікерінгтон (Огайо)
Пікерінгтон (англ. Pickerington) — місто (англ. city) в США, в округах Феєрфілд і Франклін штату Огайо. Населення — 23 094 особи (2020).

## Географія
Пікерінгтон розташований за координатами 39°53′27″ пн. ш. 82°46′18″ зх. д. / 39.89083° пн. ш. 82.77167° зх. д. (39.890963, -82.771700).  За даними Бюро перепису населення США в 2010 році місто мало площу 25,24 км², з яких 25,24 км² — суходіл та 0,00 км² — водойми.

## Демографія
Згідно з переписом 2010 року, у місті мешкала 18 291 особа в 6226 домогосподарствах у складі 4869 родин. Густота населення становила 725 осіб/км².  Було 6680 помешкань (265/км²).
Расовий склад населення:
| - 80,1 % — білих - 13,0 % — чорних або афроамериканців - 2,9 % — азіатів - 0,2 % — корінних американців |

До двох чи більше рас належало 3,1 %. Частка іспаномовних становила 2,5 % від усіх жителів.
За віковим діапазоном населення розподілялося таким чином: 33,3 % — особи молодші 18 років, 59,9 % — особи у віці 18—64 років, 6,8 % — особи у віці 65 років та старші. Медіана віку мешканця становила 32,9 року. На 100 осіб жіночої статі у місті припадало 94,7 чоловіків;  на 100 жінок у віці від 18 років та старших — 90,6 чоловіків також старших 18 років.
Середній дохід на одне домашнє господарство  становив 91 382 долари США (медіана — 82 569), а середній дохід на одну сім'ю — 98 976 доларів (медіана — 89 164). Медіана доходів становила 62 168 доларів для чоловіків та 51 768 доларів для жінок. За межею бідності перебувало 4,7 % осіб, у тому числі 5,2 % дітей у віці до 18 років та 2,2 % осіб у віці 65 років та старших.
Цивільне працевлаштоване населення становило 9509 осіб. Основні галузі зайнятості: освіта, охорона здоров'я та соціальна допомога — 25,5 %, фінанси, страхування та нерухомість — 12,4 %, публічна адміністрація — 10,9 %, роздрібна торгівля — 9,7 %.